# Peter Tscherkassky
Peter Tscherkassky va néixer a Viena el 1958 i és cineasta des de 1979, ja que abans va estudiar filosofia. El 1989 se li va atorgar el premi cinematogràfic "National Art Award for Film". Va donar classes de cinema a l'Acadèmia d'Art de Linz i és membre fundador de "Sixpack Film". Va organitzar múltiples festivals de cinema d'avantguarda internacionals a Viena, així com gires de cinema internacionals. També va realitzar diferents publicacions i conferències sobre història i teoria del cinema d'avantguarda. Entre 1993-94 fou director del Festival de Cinema Austríac ("Diagonale").